# Greenway Botič

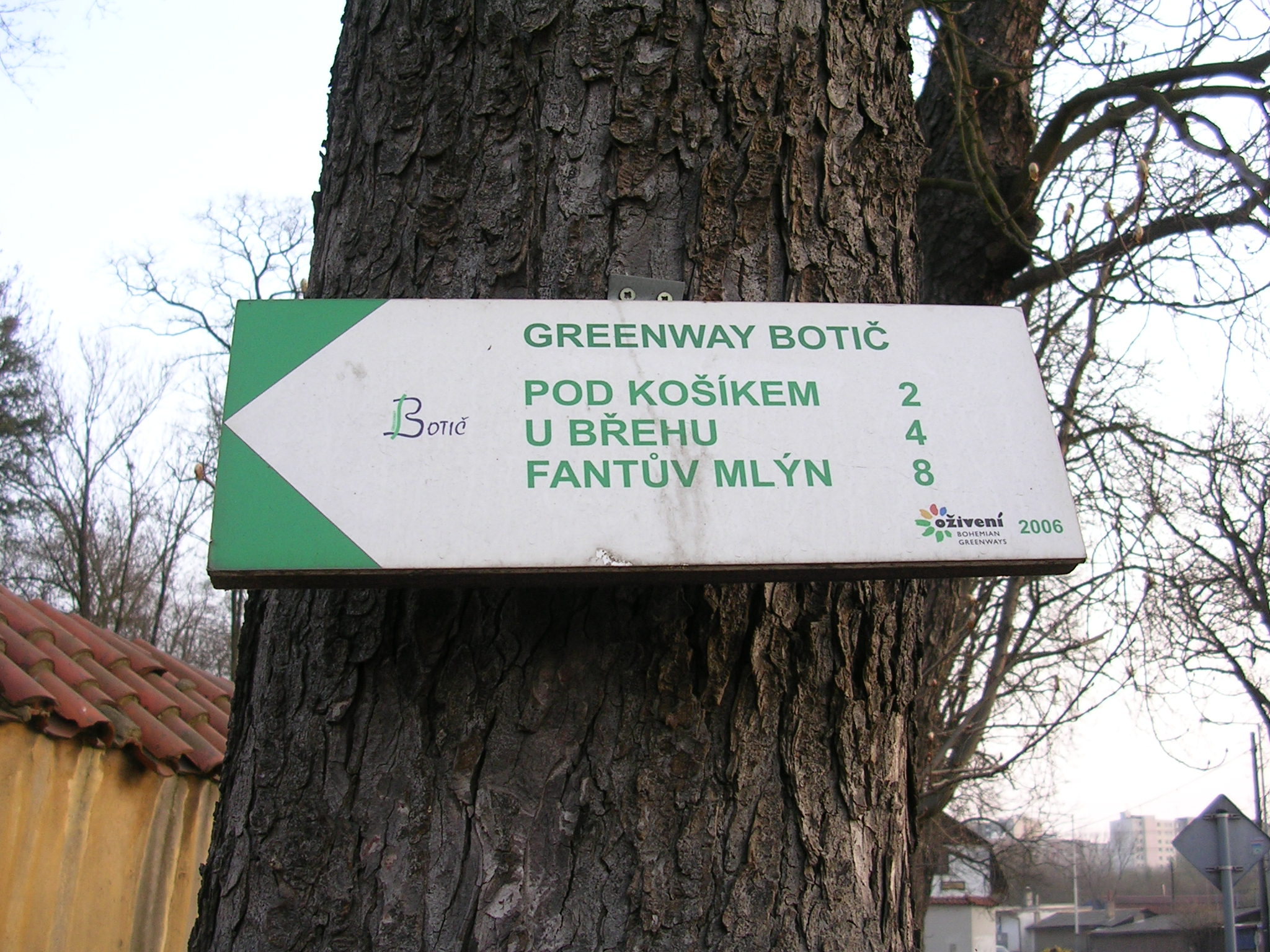
Směrovka z roku 2006 u Záběhlického zámku

Greenway Botič (Zelený koridor Botič, Zelený pás Botič, A23) je rekreační trasa z pražské Výtoně do Průhonic, na jejímž vybudování a vyznačení začalo kolem roku 1999 pracovat občanské sdružení Oživení-Bohemian Greenways inspirováno aktivitami Evropského sdružení Greenways, i název přírodního pásu podél potoka, který je v rámci projektu udržován. Původně byl tento úsek zamýšlen jako západní větev cyklotrasy Greenway Praha – Vídeň. V roce 1999 deklarovali podporu projektu starostové všech městských částí, přes které trasa vede, i starosta Průhonic, město Praha však deklaraci nepodpořilo. První úseky byly zprovozněny v roce 2001. Část trasy mezi Hamerským rybníkem a napojením na červeně značenou pěší trasu KČT v Hostivaři je vyznačena inverzním pásovým značením (bílý vodorovný pruh obklopený dvěma tmavě zelenými pruhy) a směrovkami; tento úsek byl slavnostně otevřen 11. dubna 2001 v 16.30 hodin. Na jaře 2006 sdružení Oživení dovybavilo stezku směrovkami a třemi informačními panely o stezce a okolí. Projekt zůstal zapomenut a ještě v roce 2008 nebyla tato trasa ani vyznačena v mapách pražských cyklotras a nebylo ze strany města učiněno téměř nic pro zkvalitnění trasy. V nové koncepci vedení a číslování pražských cyklotras, přijaté v roce 2006, dostala celá trasa Greenway Botič jako jedna z páteřních číslo A23.

## Dobový kontext

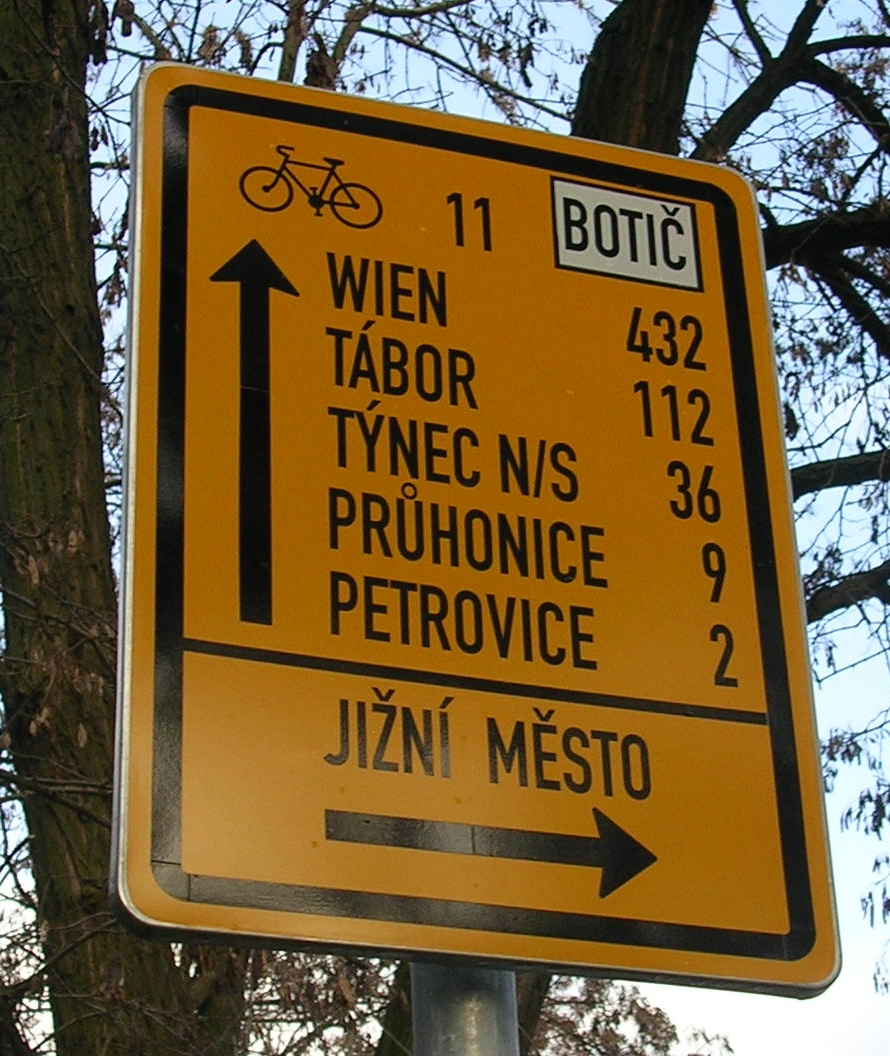
Tabule zachycující zatím spíše tehdejší plán než realitu: tříkilometrový zárodek budoucí dálkové trasy č. 11. Dnes už Greenway Botič není považována za součást hlavní trasy Greenway Praha - Vídeň, v roce 2006 začalo pak být v Praze zaváděno speciální číslování cyklotras nezávislé na celostátním

Tato trasa patří společně s trasou přes Stromovku do Troji (zárodkem plánované Greenway Vltava) k prvním propagovaným cyklotrasám v Praze: mimo Prahu začal pásové turistické značení cyklotras Klub českých turistů zavádět v roce 1997, speciální dopravní značky pro vyznačování cyklotras byly oficiálně zavedeny vyhláškou 30/2001 Sb. až ke konci ledna 2001 a teprve poté začaly být v Praze cyklotrasy značeny městem a systematicky. Sdružení Oživení vzniklo roku 1997.
V roce 2000 byla vyznačena cyklotrasa na náplavce Rašínova nábřeží od Mánesa kolem ústí Botiče k Vyšehradu. Na ni navázala cyklotrasa Vnislavovou a Neklanovou ulicí a pak podchodem pod železniční tratí do ulice Na Slupi, kde je asi 150 m dlouhý vyhrazený jízdní pruh pro cyklisty, po chodníku parkem Folimanka souběžně se Sekaninovou ulicí pak vede stezka pro chodce a cyklisty. Přejezd pro cyklisty přes ulici Na Slupi na hranici Nového Města a Nuslí byl vůbec prvním na území hlavního města Prahy.
Ještě v roce 2002 občanské sdružení Oživení/Bohemian Greenways plánovalo zřizování dalších „greenways“, tedy nemotoristických tras, podél Vltavy, Labe, Berounky a Litavky. Členové sdružení Oživení se podíleli na práci odborné komise Rady hlavního města Prahy, na jejímž základě začala Praha od roku 2006 zavádět novou koncepci pražských cyklotras a tím nahradila a rozšířila původní záměry sdružení. Rovněž spolupracují s některými městskými částmi. Činnost na rozvoji cyklotras byla v lednu 2006 utlumena tragickou smrtí vůdčí postavy těchto aktivit, Jana Bouchala, který byl při jízdě na bicyklu v Holešovicích sražen automobilem a u křižovatky nábřeží kapitána Jaroše a ulice Dukelských hrdinů má pomníček v podobě barevně natřeného jízdního kola u sloupu osvětlení – sdružení pak zrušilo i webové stránky s popisem svých greenways a přeneslo těžiště svých aktivit na boj proti korupci v komunální politice. Na celostátní úrovni převzala koordinační roli v budování zelených stezek (greenways) Nadace Partnerství.

## Obrázky

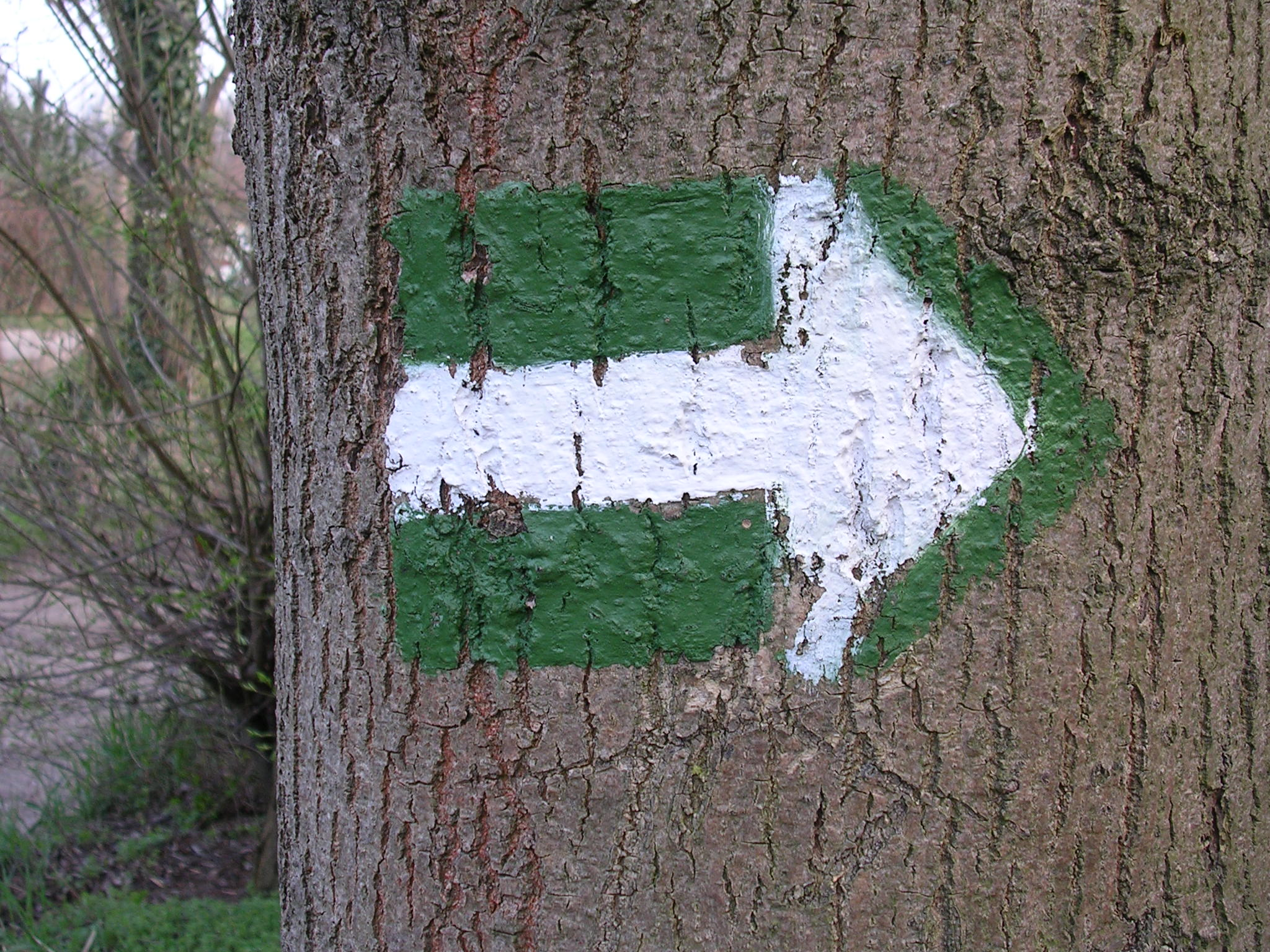
Šipka v Záběhlicích
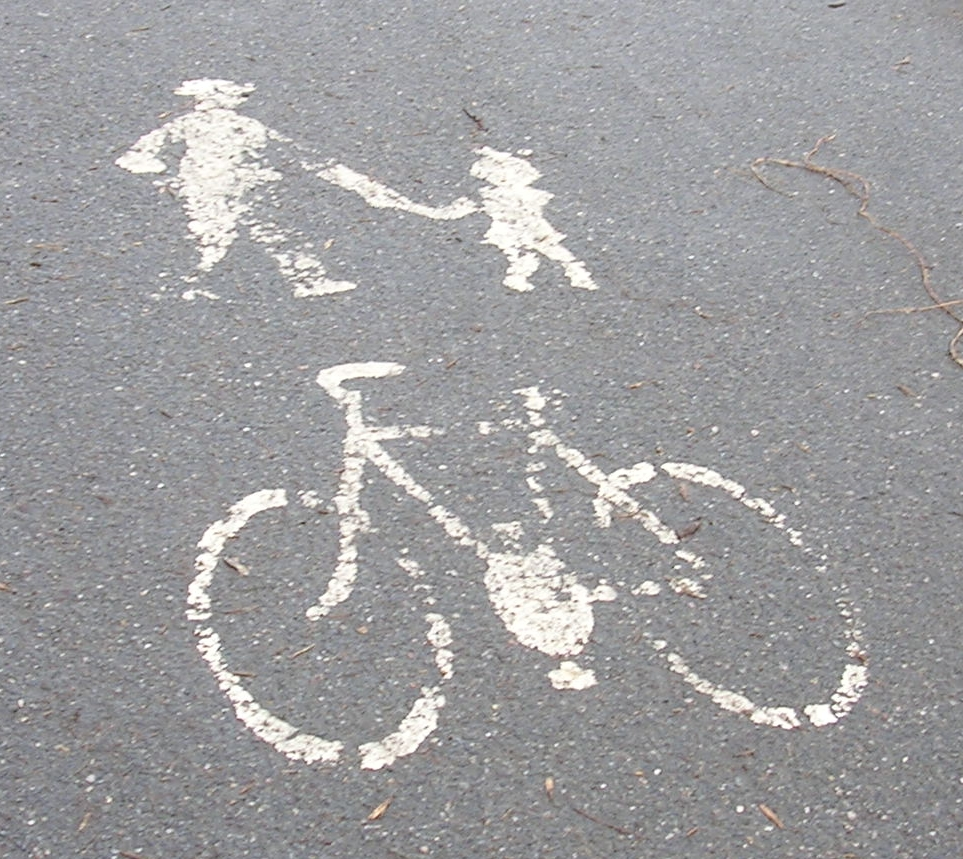
Vodorovné značení na sdílené stezce kolem hostivařské přehrady
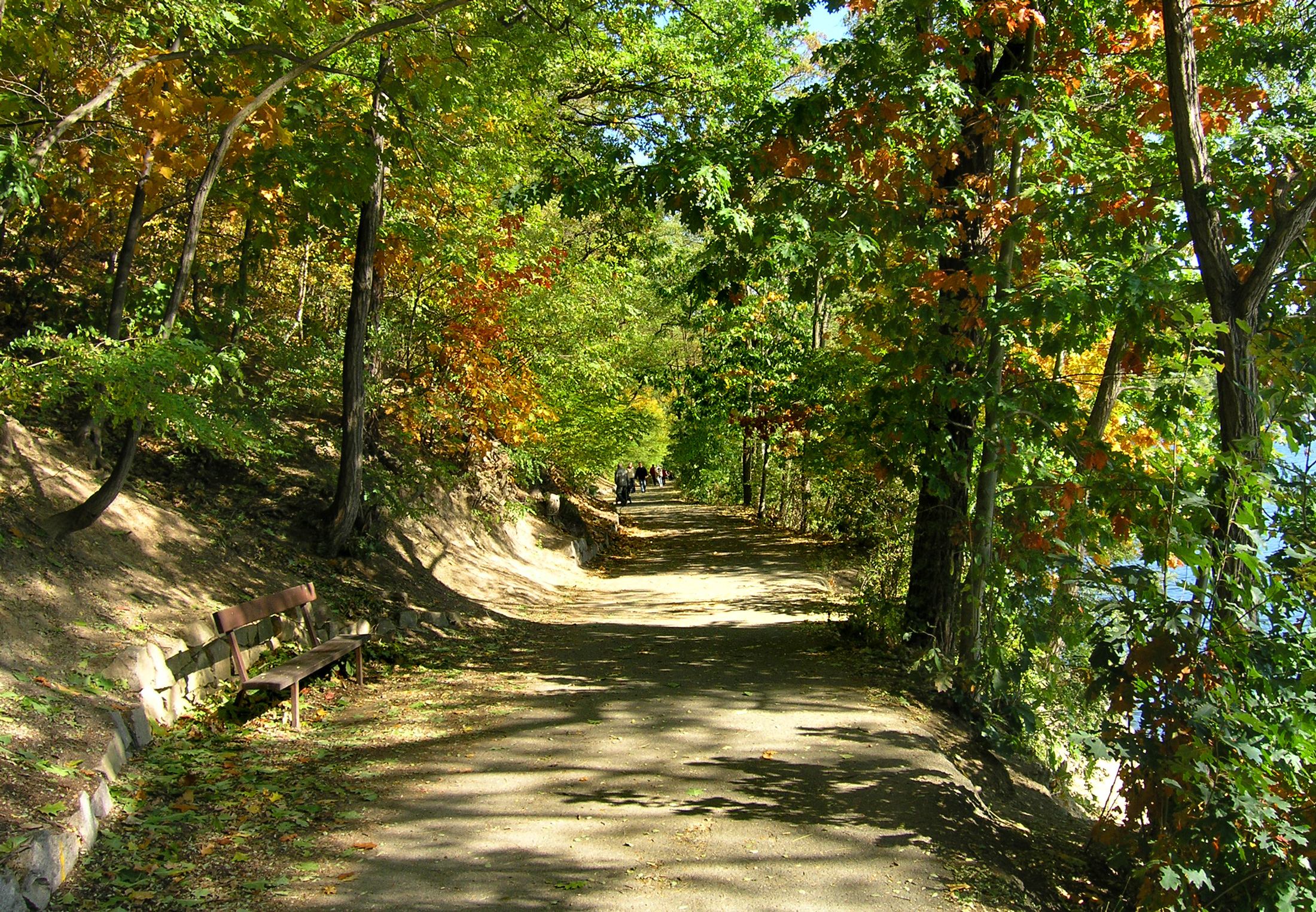
Sdílená stezka kolem hostivařské přehrady
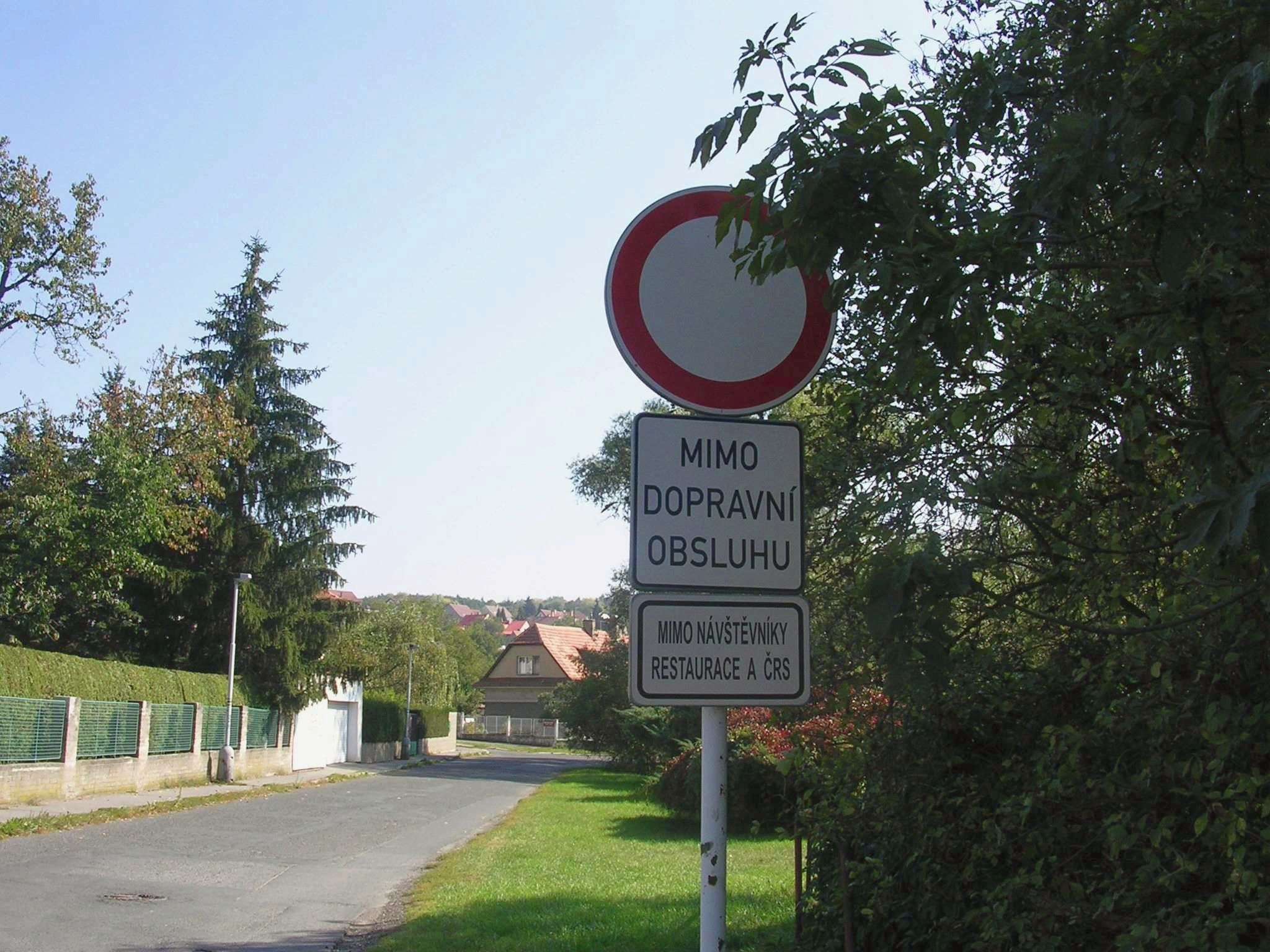
Trasa je v Hostivaři značena i krátkým úsekem, kde je cyklistům dosud zakázán vjezd